# Günter Simon (Journalist, 1933)
Günter Simon (* 6. Mai 1933 in Groß Baudiß, Landkreis Liegnitz, heute Budziszów Wielki, Landgemeinde Wądroże Wielkie) ist ein deutscher Journalist. Er war in der DDR von 1981 bis 1989 Chefredakteur des FDGB-Zentralorgans „Tribüne“.

## Leben
Simon, Sohn eines Landarbeiters, besuchte Volks-, Haupt- und Oberschule. Er trat 1950 der SED bei. Simon studierte von 1952 bis 1955 Journalistik an der Universität Leipzig und schloss sein Studium als Diplom-Journalist ab. Nach einem Praktikum (1954/55) bei der Zeitung Neuer Tag in Frankfurt (Oder) war er von 1956 bis 1962 als Redakteur und Abteilungsleiter Außenpolitik für die Tribüne tätig. Von 1963 bis 1967 war er Mitglied ihres Redaktionskollektivs. 1967 wurde Simon stellvertretender Chefredakteur der Tribüne. Ab 1975 war er Korrespondent der Tribüne in Bonn und dann wieder stellvertretender Chefredakteur der Tribüne bzw. Chefredakteur der Zeitschrift Gewerkschaftsleben. Am 15. September 1981 wurde er als Nachfolger von Claus Friedrich Chefredakteur der Tribüne und blieb es bis 1989.'
Am 23. September 1981 wurde er auf der 14. Tagung des FDGB-Bundesvorstandes in den Bundesvorstand kooptiert und zum Mitglied seines Präsidiums gewählt. Diese Funktion hatte er bis 1989 inne.
In seinem Buch Tischzeiten berichtet er als Chefredakteur von 1981 bis 1989 kritisch über das Innenleben des FDGB und seines Vorsitzenden Harry Tisch.

## Auszeichnungen
- Fritz-Heckert-Medaille (1967)
- Journalistenpreis des FDGB (1973)
- Vaterländischer Verdienstorden in Silber (1977)
- Hermann-Duncker-Medaille (1985)

## Veröffentlichungen
- Tisch-Zeiten. Aus den Notizen eines Chefredakteurs 1981 bis 1989. Verlag Tribüne, Berlin 1990, ISBN 3-7303-0601-4.